# Intracraniële druk
Intracraniële druk is de druk binnen de schedel (in het "cranium") en is dus de druk in de hersenen en het hersenvocht. Medische laboratoria gebruiken als maat voor de intracraniële druk nog steeds de oude eenheid 'millimeter kwik' (mmHg; 1 mm Hg ≈ 133 Pa). Deze druk is normaliter, in rust, tussen de 7 en 15 mmHg (0,9-2,0 kPa) bij een volwassene die op zijn rug ligt. Het lichaam beschikt over meerdere mechanismen om de intracraniële druk stabiel te houden. Veranderingen in de intracraniële druk ontstaan door veranderingen in het volume van een of meerdere in het cranium aanwezige bestanddelen. De druk van het hersenvocht wordt beïnvloed door abrupte veranderingen in de intrathoracale druk bij hoesten (intra-abdominale druk) en bij de manoeuvre van Valsalva (waarbij iemand zijn mond dichthoudt, neus dichtknijpt en dan probeert te blazen), en door de communicatie met het hart en vaatstelsel.
Wanneer de intracraniële druk stijgt boven de 20–25 mmHg (de bovengrens van normale druk), spreekt men van een verhoogde intracraniële druk. Als dit gebeurt, moet er mogelijk worden ingegrepen om de druk te verlagen en hersenletsel te voorkomen.

## Verhoogde intracraniële druk

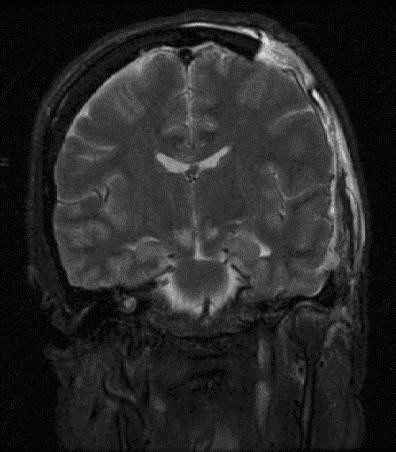
Ernstig verhoogde intracraniële druk kan leiden tot hersenkneuzing

Een van de meest schadelijke gevolgen van traumatisch hersenletsel, direct geassocieerd met een slechte prognose, is een verhoogde intracraniële druk. Verhoogde intracraniële druk kan blijvende schade veroorzaken. Ernstig verhoogde druk is vaak dodelijk wanneer deze lang aanhoudt, al kunnen kinderen hogere druk vaak langer weerstaan. Een toename in de druk wordt meestal veroorzaakt door hoofdletsel dat een intracerebraal hematoom of oedeem veroorzaakt, hersenweefsel samendrukt, hersenstructuren verplaatst, bijdraagt aan hydrocefalus, hersenkneuzing veroorzaakt, of de bloedtoevoer aan de hersenen beperkt. Het kan een verlaagde hartslag veroorzaken.

### Symptomen
Symptomen die een teken kunnen zijn van een verhoogde intracraniële hersendruk, zijn onder andere: hoofdpijn, overgeven zonder misselijkheid, verlamming van de ogen, veranderd bewustzijnsniveau, rugpijn en papiloedeem. Als dit laatste onbehandeld blijft, kan dit leiden tot visuele beperkingen, optische atrofie en uiteindelijk blindheid. De hoofdpijn treedt veelal 's ochtends op en kan ook de oorzaak zijn dat iemand wakker wordt. Omdat men 's nachts langzamer ademt, krijgen de hersenen minder zuurstof. Daarnaast kan een oedeem 's nachts zwellen omdat men dan lange tijd ligt. De hoofdpijn wordt erger als iemand hoest, niest of buigt en hij wordt ook erger met de tijd. Mogelijk treden ook persoonlijkheids- of gedragsveranderingen op.
Als het hersenweefsel door bijvoorbeeld een schok is verplaatst binnen het hoofd, kunnen er naast het bovenstaande nog andere symptomen optreden. Hieronder vallen pupilverwijding, verlamming van de nervus abducens (leidend tot moeite met het bewegen van de ogen naar de zijkanten van het gezichtsveld) en de trias van Cushing (verhoogde systolische bloeddruk en verwijde polsdruk, verlaagde hartslag en een abnormale ademhaling). Bij kinderen is vooral een lage hartslag tekenend voor een hoge intracraniële druk.
Onregelmatige ademhaling ontstaat wanneer de delen van de hersenen die de ademhaling reguleren beschadigd raken. De ademhaling van Biot, waarbij de ademhaling kort heel snel is en daarna kort afwezig is, ontstaan wanneer er letsel is in de hersenhelften of in het diëncephalon. Hyperventilatie kan ontstaan wanneer de hersenstam of het tegmentum beschadigd raakt.
Patiënten met een normale bloeddruk behouden een normaal bewustzijn met een intracraniële druk van 25–40 mmHg. Pas wanneer de druk hoger wordt dan 40–50 mmHg, neemt de doorbloeding van de hersenen zo sterk af dat dit leidt tot bewusteloosheid. Nog verdere verhoging van de druk zal dan leiden tot herseninfarcten en de dood.
In pasgeborenen en jonge kinderen, zijn de effecten van verhoogde intracraniële druk anders omdat hun schedels nog niet volledig gesloten zijn. Bij pasgeborenen zwellen de fontanellen (de zachte plekken in het hoofd) op wanneer de druk in de schedel te hoog wordt. Intracraniële druk hangt ook samen met intraoculaire druk (druk achter de ogen), maar de samenhang is niet sterk genoeg om de intracraniële druk te monitoren en beheren aan de hand van de druk achter de ogen in de acute posttraumatische periode.